# 宋璟燮
宋 璟燮（ソン・ギョンソプ、朝鮮語: 송경섭、1904年5月11日 - 1984年2月14日）は、大韓民国の政治家。浦頭面長、第3代韓国国会議員を歴任した。本貫は礪山宋氏。

## 経歴
全羅南道高興郡出身。高興公立普通学校卒。浦頭面長、国民会高興郡支部長、自由党高興乙区党委員長、高興郡農民会長、高興郡農業協同組合長などを務めた。1954年の第3代総選挙では地元の氏族票を多く得て、自由党の候補として高興乙選挙区から無難に当選した。国会では保社委員を務めた。